# Myanmars flagga
Myanmars flagga antogs i sitt nuvarande utseende den 21 oktober 2010 av den styrande militärregimen, samtidigt som nationens officiella namn och nationalsång byttes ut.
Den nya flaggan består av en stor vit stjärna i centrum samt av tre horisontella fält av gult, grönt och rött, som i tur och ordning ska symbolisera solidaritet, fred och stillhet och mod och beslutsamhet. 
Flaggan har ersatt en som använts sedan den 3 januari 1974, införd av Myanmars starke man Ne Win när den socialistiska republiken utropades. 1974 års flagga innebar ingen radikal förändring av utseendet jämfört med den tidigare flaggan som hade ett rött fält med en kanton i övre inre hörnet. Däremot byttes den femuddiga stjärnan ut mot ett kugghjul bakom en risvippa, vilka symboliserar arbetarna och jordbrukarna – alltså en variant av symbolen hammaren och skäran. Kugghjulet omgavs av fjorton mindre femuddiga stjärnor som representerade landets administrativa delar. Den vita färgen stod för renhet, den blå för fred och okränkbarhet och det röda symboliserade mod.

## Färger
| Schema  | Gul           | Grön          | Röd          | Vit         |
| ------- | ------------- | ------------- | ------------ | ----------- |
| Pantone | 116           | 361           | 1788         | Safe        |
| RGB     | 254-203-0     | 52-178-51     | 234-40-57    | 255-255-255 |
| HTML    | #FECB00       | #34B233       | #EA2839      | #FFFFFF     |
| CMYK    | 0, 20, 100, 0 | 71, 0, 71, 30 | 0, 83, 76, 8 | 0, 0, 0, 0  |

## Tidigare flaggor

Medeltida burmesisk flagga, använd omkr. 1300–1500
Burmas flagga 1752–1885.
Brittiska Burmas flagga.
Burmas flagga 1943–1945, i samband med självständigheten.
Burmas flagga 1948–1974.
Burmas flagga 1974–2010.